# Robinson Stévenin

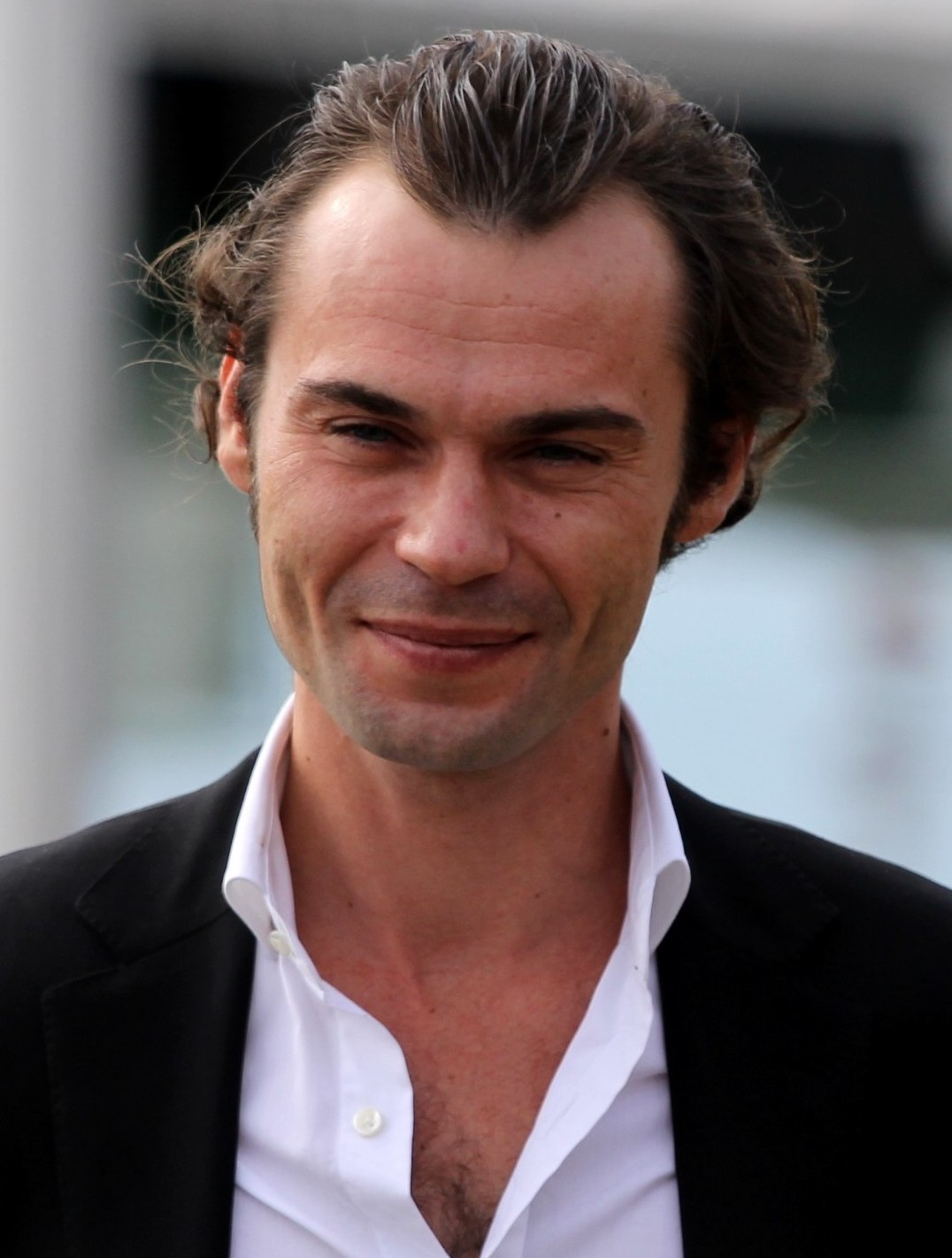
Robinson Stévenin (2015)

Robinson Stévenin (* 1. März 1981 in Lons-le-Saunier, Jura; eigentlich Louis-Robinson Stévenin) ist ein französischer Schauspieler.

## Leben
Als Sohn des Schauspielers Jean-François Stévenin und von dessen Frau Claire kam Robinson Stévenin früh mit dem Filmgeschäft in Kontakt. So hatte er bereits im Alter von fünf Jahren in der Tragikomödie Double messieurs (1986) unter der Regie seines Vaters seinen ersten Leinwandauftritt. Anfang der 1990er Jahre folgten Rollen sowohl in Kinofilmen als auch in Fernsehproduktionen. In Lucas, einem Fernsehfilm von Nadine Trintignant, hatte er 1993 neben Évelyne Bouix und Jean-Claude Brialy gemeinsam mit François Cluzet die Titelrolle inne. Unter der Regie von Christian de Chalonge war er 1996 auch in dem Historiendrama Der schöne Sommer neben Claude Rich, Hippolyte Girardot und Philippe Torreton zu sehen. Auf sich aufmerksam machen konnte er mit seinen beiden nächsten Leinwandauftritten. Für die Rolle eines jungen Mannes, der seine Freundin zur Prostitution zwingt, in dem Filmdrama In schlechter Gesellschaft (1999) erhielt er seine erste von zwei Nominierungen für den César in der Kategorie Bester Nachwuchsdarsteller. Gewinnen konnte er den französischen Filmpreis in dieser Kategorie zwei Jahre später für die Darstellung eines jungen, sich prostituierenden Transvestiten in Francis Girods Mauvais genres (2001) an der Seite von Richard Bohringer. Mit Bohringer hatte er bereits 1994 für den Fernsehfilm Liebe ist ein Kinderspiel gemeinsam vor der Kamera gestanden; auch später arbeiteten sie wiederholt zusammen. 
In der Tragikomödie Mischka (2002) stand Stévenin daraufhin zusammen mit seinem Vater, der auch das Drehbuch schrieb und die Regie führte, seiner Mutter und seinen jüngeren Geschwistern in einer kleinen Nebenrolle vor der Kamera. In Deux (2002), einem Film des deutschen Regisseurs Werner Schroeter mit Isabelle Huppert in einer Doppelrolle, war er ebenfalls als Nebendarsteller zu sehen, wie auch ein Jahr später in Sein Bruder (2003) von Patrice Chéreau und in Die kleine Lili (2003) von Claude Miller.
Eine Hauptrolle hatte Stévenin erneut 2006 in Der Oberst und ich, einem vor dem Hintergrund des Algerienkriegs spielenden Kriminalfilm, der von Costa-Gavras nach einer Romanvorlage geschrieben und koproduziert wurde. Neben Cécile de France in der Rolle einer jungen Offizierin, die sich mit dem Mord an einem von Olivier Gourmet gespielten Oberst befasst, schlüpfte Stévenin in den schwarz-weißen Rückblenden des Films in die Rolle eines Leutnants, der seine ernüchternden Erfahrungen in Algerien in einem Tagebuch festhielt und eines Tages spurlos verschwand.
Mit dem Résistance-Drama L’Armée du crime, in dem Stévenin neben Simon Abkarian und Virginie Ledoyen den jüdischen Freiheitskämpfer Marcel Rayman verkörperte, begann 2009 seine mehrfache Zusammenarbeit mit dem Regisseur Robert Guédiguian. Dieser besetzte ihn gleich in seinem nächsten Film Der Schnee am Kilimandscharo (2011) als Kommissar und später beispielsweise auch in dem Filmdrama Das Haus am Meer, das 2017 bei den 74. Internationalen Filmfestspielen von Venedig im Wettbewerb um den Goldenen Löwen lief. 
Seit 2009 ist Stévenin auch beim französischen Fernsehen erneut häufiger beschäftigt. So spielte er etwa neben Marie Denarnaud die männliche Hauptrolle in der achtteiligen Serie Die Liebenden und die Toten (2010), die von einem Streik von Fabrikarbeitern in einer nordfranzösischen Kleinstadt handelt, oder auch in der Doku-Drama-Serie Krieg der Träume, die 2018 anlässlich des 100. Jahrestags vom Ende des Ersten Weltkriegs auf Arte ausgestrahlt wurde und in der er die Rolle des Marcel Jamet übernahm, der seinerzeit das Pariser Bordell One Two Two eröffnet und geleitet hatte.
Robinson Stévenins älterer Halbbruder Sagamore Stévenin (* 1974) und seine jüngeren Geschwister Salomé (* 1985) und Pierre (* 1995) sind ebenfalls als Schauspieler tätig.

## Filmografie (Auswahl)
- 1991: Sentiments (TV-Serie, eine Folge)
- 1992: Un ballon dans la tête (TV-Film)
- 1992: La Révolte des enfants
- 1992: Die Krise (La Crise)
- 1993: 23h58
- 1993: Lucas (TV-Film)
- 1993: Lehrer auf Abruf (L’Instit) (TV-Serie, eine Folge)
- 1994: Liebe ist ein Kinderspiel (L’Amour est un jeu d’enfant) (TV-Film)
- 1996: Der schöne Sommer (Le Bel été 1914)
- 1999: In schlechter Gesellschaft (Mauvaises fréquentations)
- 2001: Mauvais genres
- 2002: Mischka
- 2002: Deux
- 2003: Sein Bruder (Son frère)
- 2003: Die kleine Lili (La Petite Lili)
- 2006: Der Oberst und ich (Mon colonel)
- 2006: Transe
- 2006: C’est beau une ville la nuit
- 2007: Actrices – oder der Traum aus der Nacht davor (Actrices)
- 2007: Bluesbreaker
- 2008: Sur ta joue ennemie
- 2009: L’Armée du crime
- 2009: Agatha Christie: Kleine Morde – Ene mene muh … (Les Petits meurtres d’Agatha Christie – Am stram gram) (TV-Reihe)
- 2009: Lehrjahre der Macht (L’École du pouvoir) (TV-Film)
- 2010: Die Liebenden und die Toten (Les Vivants et les Morts) (TV-Serie, acht Folgen)
- 2010: Les Amants naufragés (TV-Film)
- 2011: Der Schnee am Kilimandscharo (Les Neiges du Kilimandjaro)
- 2011: Le Secret de l’enfant-fourmi
- 2012: Hénaut président
- 2013: Le Renard jaune
- 2013: Le Silence des églises (TV-Film)
- 2015: Une mère en trop (TV-Film)
- 2015: Neun Tage im Winter (Neuf jours en hiver) (TV-Film)
- 2015: Die Räuber (Les Brigands)
- 2015: Anton Tchékhov 1890
- 2015: Eine verrückte Geschichte (Une histoire de fou)
- 2016: Fui banquero
- 2016: Profiling Paris (Profilage) (TV-Serie, drei Folgen)
- 2016: Seances (Kurzfilm)
- 2016–2017: Glacé – Ein eiskalter Fund (Glacé) (TV-Serie, sechs Folgen)
- 2017: Candice Renoir (TV-Serie, eine Folge)
- 2017: La Mante (TV-Miniserie)
- 2017: Das Haus am Meer (La Villa)
- 2017: Le Fils de quelqu’un (Kurzfilm)
- 2018: Isabelle
- 2018: Krieg der Träume (Clash of Futures) (TV-Serie, drei Folgen)
- 2019: Gloria Mundi – Rückkehr nach Marseille (Gloria Mundi)
- 2020: Die Bestie von Bayonne (La Promesse) (TV-Miniserie)
- 2021: L’Homme que j’ai condamné (TV-Serie, vier Folgen)
- 2022: Tödliche Ahnung (Visions) (TV-Serie, sechs Folgen)
- 2022: Vise le cœur (TV-Serie, drei Folgen)
- 2022: Cassandre (TV-Reihe, eine Folge)
- 2023: Meurtres à … (TV-Reihe, eine Folge)
- 2023: Das Fest geht weiter (Et la fête continue!)
- 2024: Le Roman de Jim

## Auszeichnungen
- 1991: Bester Darsteller beim Paris Film Festival für La Révolte des enfants
- 2000: Nominierung für den César in der Kategorie Bester Nachwuchsdarsteller für In schlechter Gesellschaft
- 2002: César in der Kategorie Bester Nachwuchsdarsteller für Mauvais genres